# Ryan Crouser
Ryan Crouser (* 18. prosince 1992 Portland, Oregon) je americký koulař (a bývalý diskař), trojnásobný olympijský vítěz ve vrhu koulí z let 2016, 2021 a 2024. Od ledna roku 2021 je halovým světovým rekordmanem ve vrhu koulí výkonem 22,82 metru a od června stejného roku také "venkovním" světovým rekordmanem výkonem 23,37 metru. Tento výkon dále vylepšil v květnu roku 2023, kdy v Los Angeles jako první koulař v historii přehodil hranici 23,5 metru výkonem 23,56 m.

## Kariéra
V roce 2009 získal zlatou medaili na Mistrovství světa v atletice do 17 let v kouli, v disku pak stříbrnou medaili.
Na Letních olympijských hrách 2016 v Rio de Janeiru získal zlatou medaili ve vrhu koulí. Tímto vítězným výkonem s délkou 22,52 m vytvořil svůj osobní a také nový olympijský rekord. V červnu 2017 vylepšil svůj osobní rekord na 22,65 m, na světovém šampionátu v Londýně o dva měsíce později skončil šestý. Osobní rekord si vylepšil na 22,74 m v dubnu 2019. Později v roce 2019 vrhem dlouhým 22,90 m vyhrál stříbrnou medaili na mistrovství světa v Doha. V roce 2020 se opět zlepšil, a to na 22,91 metru. Sdílí třetí místo v dlouhodobých tabulkách ve vrhu koulí. Má nejvíce vrhů přes 22 metrů v historii (ke konci roku 2020 jich zapsal 104) a je jediný koulař, který překonal 22 metrů všemi svými hody v jedné soutěži, a to na Drake Relays v srpnu 2020. Svým prvním hodem v roce 2021 vytvořil nový halový rekord v délce 22,82 m. V červnu pak po 31 letech překonal také venkovní světový rekord svého krajana Randyho Barnese výkonem 23,37 metru.
V hodu diskem má Crouser osobní rekord 63,90 metru, který vytvořil v roce 2014. Této disciplíně se však již aktivně nevěnuje.

## Osobní rekordy
Dráha
- Vrh koulí - 23,56 m. (2023) -  (Současný světový rekord)

Hala
- Vrh koulí - 23,38 m. (2023) -  (Současný světový rekord)